# Línea Schomburgk

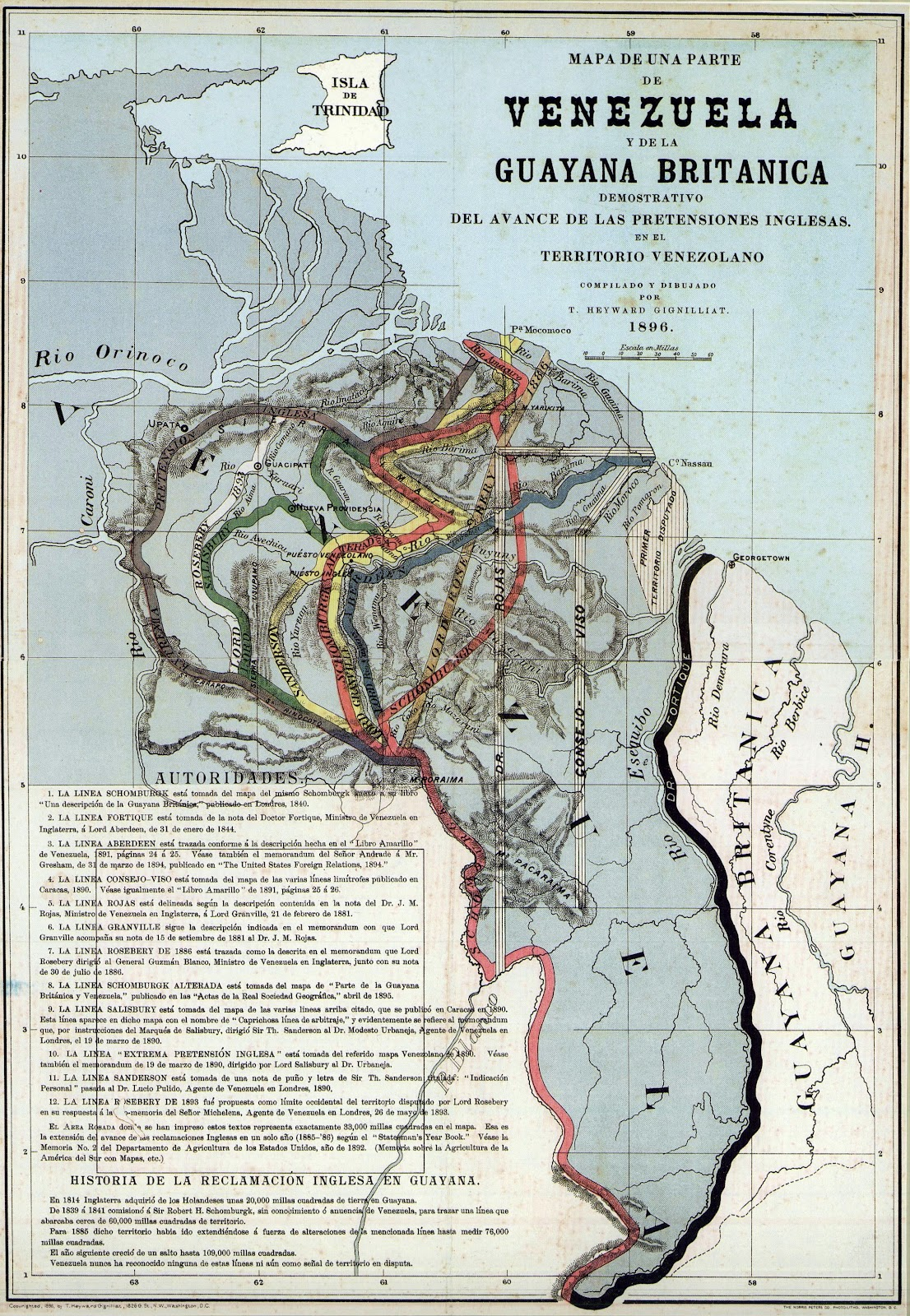
Mapa de 1896 que muestra:
- La reclamación fronteriza máxima de los británicos.
- El límite actual aproximadamente (disputado).
- La reclamación fronteriza máxima de Venezuela.

La Línea Schomburgk (en inglés: Schomburgk Line) es el nombre dado a una línea de frontera propuesta que se planteó en el siglo XIX en medio de la disputa territorial entre Venezuela y la Guayana Británica (actualmente Guyana). Schomburgk es un apellido de origen alemán, llamado así por el explorador y naturalista Británico Robert Hermann Schomburgk (1804-1865) quien había nacido en Alemania pero estaba al servicio de los británicos.
En 1841, bajo los auspicios de la Royal Geographical Society, Schomburgk fue enviado en un viaje de exploración botánico y geográfica a la entonces Colonia inglesa de la Guayana Británica para definir las fronteras con Venezuela y Guayana Neerlandesa (hoy Surinam). Esto era necesario porque el Reino Unido cuando tomó posesión de la Guayana Británica (conocida como las colonias del Esequibo, Demerara y Berbice) mediante el tratado de anglo-neerlandés de 1814, los Países Bajos no habían definido la frontera occidental con la ahora independiente Venezuela. Este dio lugar a un estudio que es lo que se conoce como la línea Schomburgk, una frontera que efectivamente solicitó 30.000 millas cuadradas (80.000 km²) adicionales para la Guayana Británica.
En términos generales, la controversia fronteriza se remonta al siglo XVI cuando británicos, holandeses y españoles eran rivales en esta parte de América del Sur. Sin embargo, la fijación de una frontera precisa inicialmente no era una prioridad para las potencias coloniales, dada la naturaleza de poco desarrollo en el territorio en cuestión. El conflicto comenzó en 1841 cuando el Gobierno de Venezuela protestó lo que consideró una invasión británica en territorio venezolano. Venezuela reclama la línea Schomburgk, alegando que el Reino Unido había adquirido ilegalmente unas 30.000 millas cuadradas (80.000 km²) de su territorio. Venezuela sostenía que sus fronteras llegaban al este hasta el río Esequibo invocando el principio del Uti possidetis iure. Cuando se descubrió oro en el territorio en disputa, el Reino Unido trató de ampliar su alcance, reclamando un 33.000 millas cuadradas (85.000 km²) adicionales al oeste de la línea Schomburgk.

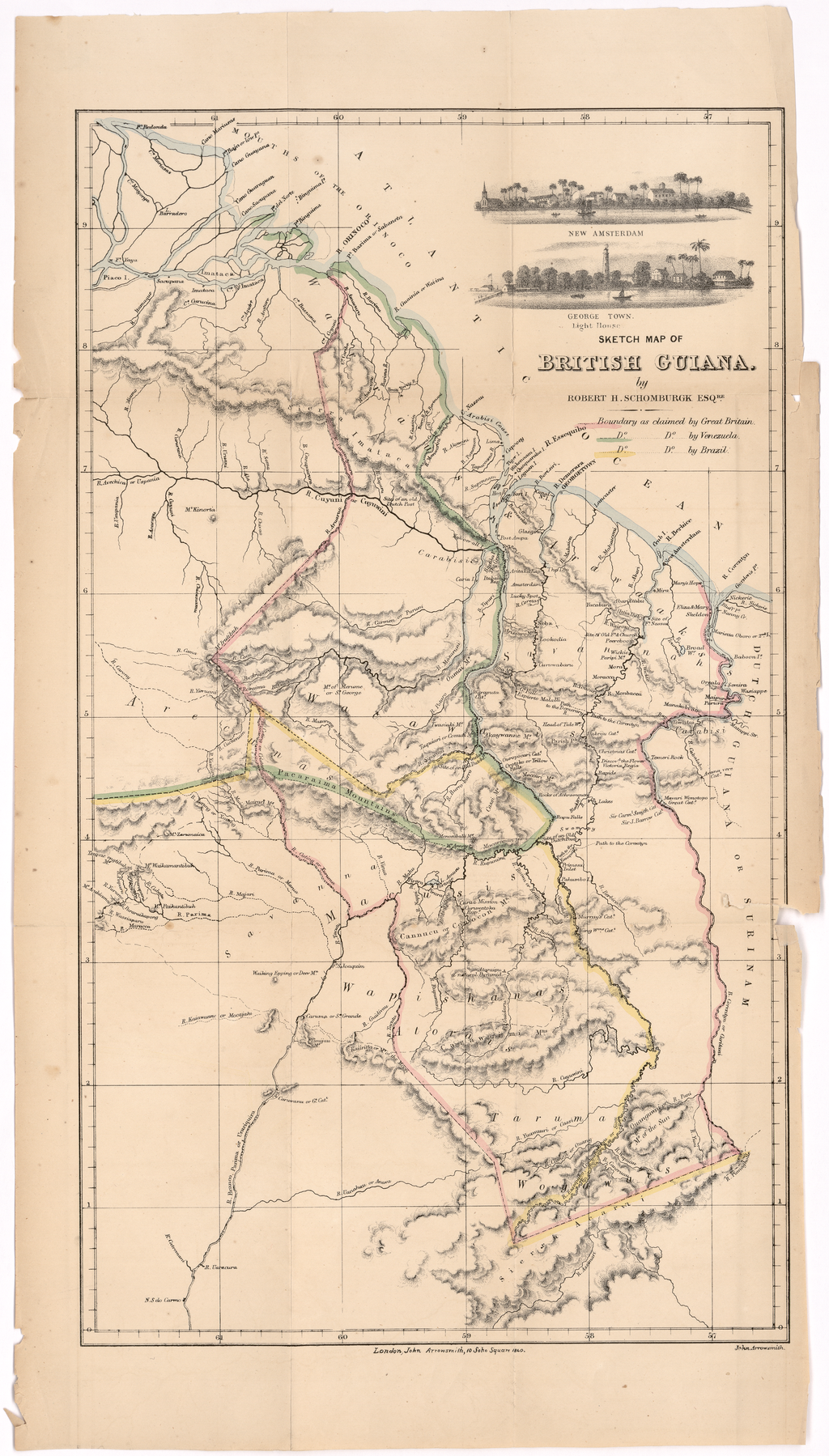
Mapa británico que muestra la Línea Schomburgk de 1840 (Rojo) y las reclamaciones de Venezuela (Verde)

En 1841 Robert Schomburgk trazó una línea fronteriza desde el río Moruca hasta el Esequibo de una extensión de 4.290 km². Luego trazó una segunda línea llamada Norte-Sur que abarcaba la desembocadura del Amacuro hasta el Monte Roraima, lo que representaba unos 141.930 km². La migración de los colonos británicos hacia los territorios situados más allá de la margen izquierda del Esequibo originaron la primera reclamación de Venezuela ante Gran Bretaña.
En 1876 Venezuela rompió relaciones diplomáticas con el Reino Unido e hizo un llamamiento a los Estados Unidos al arbitraje de la controversia, citando la Doctrina Monroe como justificación. En los siguientes 19 años Estados Unidos expresó su preocupación, pero hizo muy poco en la práctica para resolver la situación.
En 1895 el secretario de Estado de EE. UU. Richard Olney envió una carta al primer ministro británico lord Salisbury exigiendo a los británicos presentar la controversia sobre la frontera, utilizando la Doctrina Monroe como justificación. Salisbury alegó que la Doctrina Monroe no era válida en virtud del derecho internacional. En diciembre de 1895 el presidente Grover Cleveland de Estados Unidos pidió al Congreso la autorización para designar una Comisión de Límites y que los hallazgos posteriores de la comisión se aplicarían "por todos los medios". El Reino Unido tenía muchas otras preocupaciones por su imperio y no tenía ningún deseo de un conflicto en las Américas, lo que causó que el primer ministro Salisbury aceptara someter la controversia a la Comisión de Fronteras estadounidense. En 1899 finalmente se constituyó en París un tribunal arbitral cuya decisión debería ser aceptada por ambas partes como forma de resolver el litigio. El llamado Laudo Arbitral de París del 3 de octubre de 1899 dispuso que la frontera siguiera la demarcación que Schomburgk propuso en 1835. La decisión ha sido históricamente reclamada por Venezuela sobre la base de que el miembro ruso de la comisión supuestamente actuó incorrectamente, además de que ningún venezolano pudo participar en el arbitraje, solo británicos, estadounidenses y otros extranjeros.
En un asunto relacionado con la frontera meridional entre la Guayana Británica y Brasil (llamada Cuestión de Pirara) esta se resolvería después del arbitraje hecho por el rey de Italia Víctor Manuel III en 1904, cuando los estudios de Schomburgk también desempeñaron un papel importante.